# Rossens VD
| VD ist das Kürzel für den Kanton Waadt in der Schweiz. Es wird verwendet, um Verwechslungen mit anderen Einträgen des Namens Rossens zu vermeiden. |

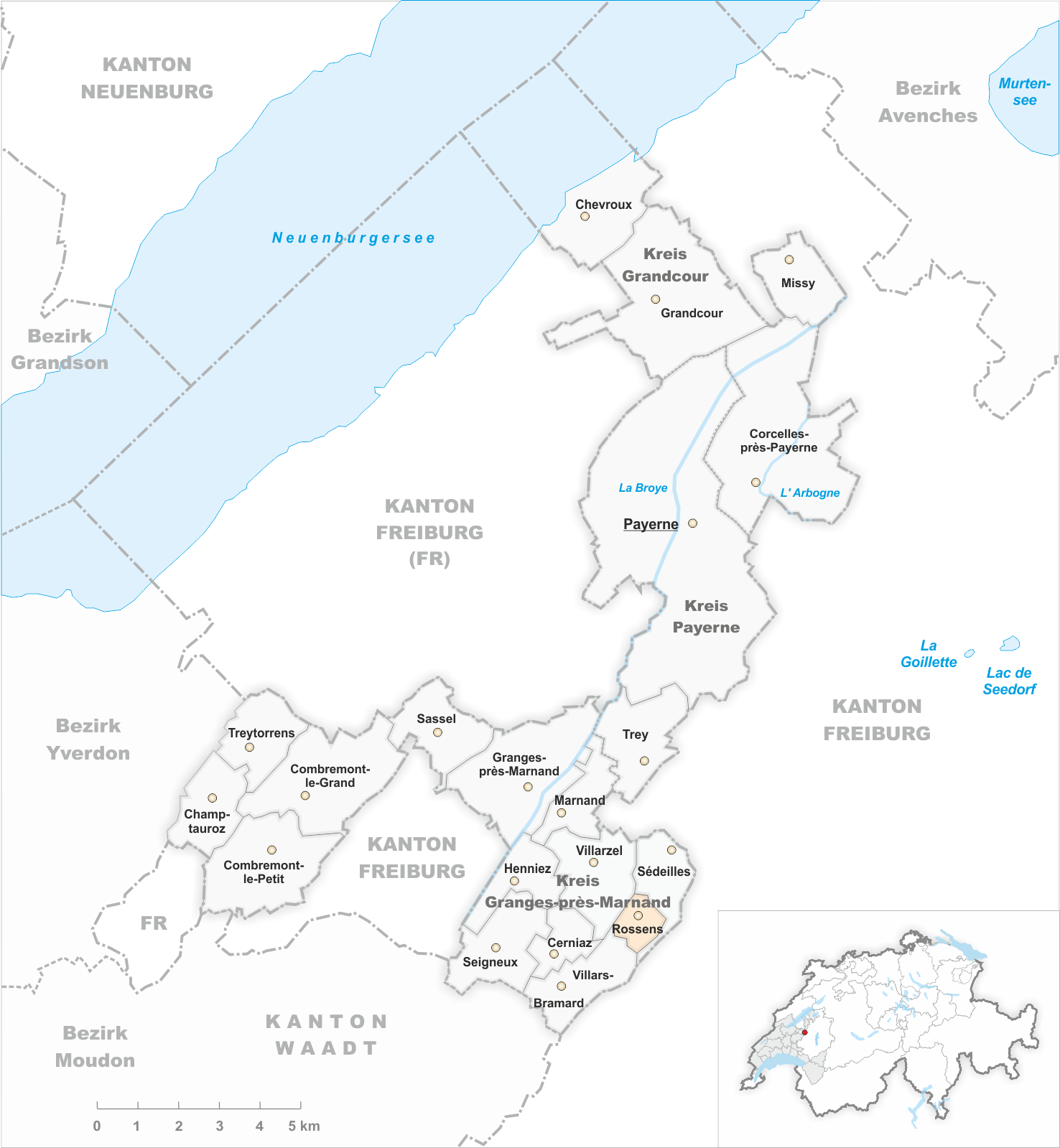
Gemeindestand vor der Fusion am 30. Juni 2006

Rossens (VD) war bis zum 30. Juni 2006 eine politische Gemeinde im Distrikt Broye-Vully des Kantons Waadt in der Schweiz. Am 1. Juli 2006 wurde Rossens mit Villarzel und Sédeilles zur neuen Gemeinde Villarzel fusioniert.

## Geographie
Rossens liegt auf 721 m ü. M., zehn Kilometer südlich des Bezirkshauptorts Payerne (Luftlinie). Die Streusiedlung erstreckt sich an einem nach Nordwesten geneigten Hang östlich des Broyetals, im östlichen Waadtländer Mittelland.
Die Fläche des nur gerade 1,1 km² grossen ehemaligen Gemeindegebiets umfasste einen Abschnitt des Hügellandes zwischen dem mittleren Broyetal und dem Glânetal. Der westliche Teil wird von einem Bach entwässert, der bei Marnand in die Broye mündet. Nach Südosten erstreckte sich der Gemeindeboden über den Hang von Rossens und die Höhe Bois des Crêts (mit 791 m ü. M. höchster Punkt von Rossens) bis in das Quellgebiet der Arbogne. Die südliche Grenze verlief entlang des Waldrandes der Forêt de Farzin. Von der ehemaligen Gemeindefläche entfielen 1997 6 % auf Siedlungen, 11 % auf Wald und Gehölze und 83 % auf Landwirtschaft.
Zu Rossens gehören mehrere Einzelhöfe. Nachbargemeinden von Rossens waren Villarzel, Sédeilles und Villars-Bramard.

## Bevölkerung
Mit 44 Einwohnern (Ende 2005) gehörte Rossens zu den kleinsten Gemeinden des Kantons Waadt. Von den Bewohnern sind 95,7 % französischsprachig und 4,3 % deutschsprachig (Stand 2000). Die Bevölkerungszahl von Rossens belief sich 1900 auf 77 Einwohner. Im Lauf des 20. Jahrhunderts nahm die Bevölkerung kontinuierlich ab.

## Wirtschaft
Rossens lebt noch heute hauptsächlich von der Landwirtschaft, insbesondere vom Ackerbau und von der Viehzucht. Ausserhalb des primären Sektors gibt es keine Arbeitsplätze im Dorf.

## Verkehr
Rossens ist verkehrstechnisch recht gut erschlossen. Es liegt an der Verbindungsstrasse von Payerne nach Romont. Durch die Postautokurse, die auf den Strecken Romont-Payerne und Romont-Avry verkehren, ist Rossens an das Netz des öffentlichen Verkehrs angebunden.

## Geschichte
Die erste urkundliche Erwähnung des Ortes erfolgte 1286 unter dem Namen Rossans, 1722 erschien die Bezeichnung Rossan. Der Ortsname ist vom burgundischen Personennamen Rauso oder Rozzo abgeleitet und bedeutet bei den Leuten des Rauso/Rozzo.
Seit dem Mittelalter war Rossens Teil der Herrschaft Villarzel, die dem Bischof von Lausanne gehörte. Mit der Eroberung der Waadt durch Bern im Jahr 1536 gelangte das Dorf unter die Verwaltung der Vogtei Moudon. Nach dem Zusammenbruch des Ancien Régime gehörte Rossens von 1798 bis 1803 während der Helvetik zum Kanton Léman, der anschliessend mit der Inkraftsetzung der Mediationsverfassung im Kanton Waadt aufging. 1798 wurde es dem Bezirk Payerne zugeteilt.
Nachdem die Stimmberechtigten von Rossens mit grossem Mehr für die Gemeindefusion votiert hatten, wurde mit Wirkung auf den 1. Juli 2006 die Fusion von Rossens mit Sédeilles und Villarzel zur neuen vergrösserten Gemeinde Villarzel vollzogen.
Rossens besitzt keine eigene Kirche, es gehört zur Pfarrei Villarzel.